# 卡斯珀·安东森
卡斯珀·安东森（Kasper Antonsen，1994年4月13日—），丹麥男子羽毛球運動員。

## 簡歷
2013年3月，18歲的卡斯珀·安东森代表丹麥出戰在土耳其安卡拉舉行的歐洲青年羽毛球錦標賽，除贏得混合團體冠軍外，又分別與奥利弗·巴比克和茱莉·芬尼-易普森贏得男子雙打冠軍和混合雙打季軍。
2014年3月，卡斯珀·安东森与奥利弗·巴比克出战葡萄牙羽毛球國際賽，在男双準决赛以0比2（16-21、17-21）不敌日本的松丸一輝/大越泉。同年4月，他与米克尔·德尔博·拉森出战荷蘭羽毛球國際賽，在男双决赛以2比0（21-15、21-18）击败了队友的拉斯穆斯·弗莱德伯格/埃米尔·霍尔斯特，赢得其首个国际赛的冠军。同年9月，他与阿曼达·马德森出战捷克羽毛球國際賽，在混双準决赛以0比2（17-21、14-21）不敌赛会头号种子、俄罗斯的阿纳托利·亚特瑟夫/叶夫根尼娅·科泽茨卡亚。同年11月，他与奥利弗·巴比克出战芬蘭羽毛球國際賽，在男双决赛以1比2（23-25、21-15、17-21）不敌赛会8号种子、队友的马蒂亚斯·贝尔-斯密特/弗雷德里克·瑟高·莫滕森，赢得亚军。
2015年1月，卡斯珀·安东森分别与奥利弗·巴比克以及阿曼达·马德森出战愛沙尼亞羽毛球國際賽，在男双準决赛以1比2（17-21、21-14、13-21）不敌赛会头号种子、法国的洛朗·康斯坦丁/马修·罗英平；而混双决赛以2比0（21-17、21-16）击败了德国的麦克斯·魏斯基申/伊娃·詹森斯，赢得冠军。同年3月，他分别与奥利弗·巴比克以及阿曼达·马德森出战葡萄牙羽毛球國際賽，在男双準决赛以0比2（15-21、14-21）不敌赛会头号种子、苏格兰的马丁·坎贝尔/帕特里克·麦克休；而混双準决赛以1比2（21-23、21-14、24-26）不敌瑞典的菲利普·迈克尔·杜瓦尔·迈伦/埃玛·文贝里。同年4月，他分别与奥利弗·巴比克以及阿曼达·马德森出战荷蘭羽毛球國際賽，在男双决赛以2比0（21-9、21-15）击败了赛会4号种子、德国的约翰尼斯·皮斯托留斯/马文·埃米尔·塞德尔，赢得冠军；而混双决赛以2比1（19-21、21-12、21-18）击败了队友的克里斯托弗·克努森/玛雅·林德斯肖伊，再次赢得冠军并且成为了双冠王。同年5月，他分别与奥利弗·巴比克以及阿曼达·马德森出战西班牙羽毛球國際賽，在男双决赛以0比2（17-21、14-21）不敌赛会头号种子、波兰的亚当·克瓦林纳/普热梅斯瓦夫·瓦查，赢得亚军；而混双準决赛以0比2（14-21、15-21）不敌英格兰的格雷戈里·梅尔斯/珍妮·穆尔。同年9月，他分别与尼克拉斯·诺尔以及阿曼达·马德森出战波蘭羽毛球國際賽，在男双决赛以2比1（17-21、21-8、21-12）击败了波兰的帕维尔·皮特里亚/沃伊切赫·苏库德拉尔塞克，赢得冠军；而混双决赛以2比0（21-19、21-12）击败了赛会头号种子、马来西亚的黄辉颖/鄒美君，赢得冠军。同年12月，他与尼克拉斯·诺尔出战意大利羽毛球國際賽，在男双决赛以2比0（24-22、21-14）击败了赛会2号种子、队友的马蒂亚斯·克里斯蒂安森/大卫·道嘉德，赢得冠军。同期12月，他与尼克拉斯·诺尔出战土耳其梅爾辛羽毛球國際賽，在男双决赛以2比0（21-16、21-15）击败了赛会头号种子、波兰的亚当·克瓦林纳/普热梅斯瓦夫·瓦查，赢得冠军。
2016年1月，卡斯珀·安东森与尼克拉斯·诺尔出战瑞典羽毛球大師賽，在男双準决赛以0比2（16-21、16-21）不敌赛会头号种子、队友的金·阿斯特鲁普/安德斯·斯考劳普·拉斯姆森。同年4月，他与尼克拉斯·诺尔出战芬蘭羽毛球公開賽，在男双準决赛以0比2（14-21、12-21）不敌赛会头号种子、波兰的亚当·克瓦林纳/普热梅斯瓦夫·瓦查。同年6月，他与尼克拉斯·诺尔出战西班牙羽毛球國際賽，在男双準决赛以1比2（21-9、22-24、17-21）不敌赛会2号种子、日本的保木卓朗/小林優吾。同年9月，他与弗雷德里克·瑟高·莫滕森出战比利時羽毛球國際賽，在男双準决赛以0比2（15-21、18-21）不敌中華台北的盧敬堯/楊博涵。同年12月，他与弗雷德里克·瑟高出战意大利羽毛球國際賽，在男双準决赛以1比2（21-10、17-21、19-21）不敌赛会6号种子、瑞典的理查德·艾德斯泰特/尼科·鲁波宁，赢得亚军。
2017年8月，卡斯珀·安东森与尼克拉斯·诺尔出战希臘羽毛球公開賽，在男双决赛以2比0（21-17、21-12）击败了赛会头号种子、芬兰的亨利·阿尼奥/伊卡·海诺，赢得冠军。同年9月，他与尼克拉斯·诺尔出战比利時羽毛球國際賽，在男双準决赛以1比2（18-21、21-19、22-24）不敌赛会2号种子、队友的弗雷德里克·科尔贝尔/拉斯穆斯·弗莱德伯格。
2018年3月，卡斯珀·安东森与尼克拉斯·诺尔出战奧爾良羽毛球大師賽，在男双準决赛以1比2（18-21、21-12、19-21）不敌赛会3号种子、德国的马克·拉姆斯富斯/马文·埃米尔·塞德尔。

## 主要比賽成績
只列出曾進入準決賽的國際賽事成績：
| 年份   | 賽事                     | 公開賽級別 | 項目     | 拍檔                   | 成績   |
| ------ | ------------------------ | ---------- | -------- | ---------------------- | ------ |
| 2012年 | 丹麥羽毛球國際賽         | 國際挑戰賽 | 男子雙打 | 拉斯马斯·邦德          | 準決賽 |
| 2013年 | 歐洲青年羽毛球錦標賽     | 其他       | 混合團體 | －                     | 冠軍   |
| 2013年 | 歐洲青年羽毛球錦標賽     | 其他       | 男子雙打 | 奥利弗·巴比克          | 冠軍   |
| 2013年 | 歐洲青年羽毛球錦標賽     | 其他       | 混合雙打 | 茱莉·芬尼-易普森       | 準決賽 |
| 2014年 | 葡萄牙羽毛球國際賽       | 國際系列賽 | 男子雙打 | 奥利弗·巴比克          | 準決賽 |
| 2014年 | 荷蘭羽毛球國際賽         | 國際系列賽 | 男子雙打 | 米克尔·德尔博·拉森     | 冠軍   |
| 2014年 | 捷克羽毛球國際賽         | 國際挑戰賽 | 混合雙打 | 阿曼达·马德森          | 準決賽 |
| 2014年 | 芬蘭羽毛球國際賽         | 國際系列賽 | 男子雙打 | 奥利弗·巴比克          | 亞軍   |
| 2015年 | 愛沙尼亞羽毛球國際賽     | 國際系列賽 | 男子雙打 | 奥利弗·巴比克          | 準決賽 |
| 2015年 | 愛沙尼亞羽毛球國際賽     | 國際系列賽 | 混合雙打 | 阿曼达·马德森          | 冠軍   |
| 2015年 | 葡萄牙羽毛球國際賽       | 國際系列賽 | 男子雙打 | 奥利弗·巴比克          | 準決賽 |
| 2015年 | 葡萄牙羽毛球國際賽       | 國際系列賽 | 混合雙打 | 阿曼达·马德森          | 準決賽 |
| 2015年 | 荷蘭羽毛球國際賽         | 國際系列賽 | 男子雙打 | 奥利弗·巴比克          | 冠軍   |
| 2015年 | 荷蘭羽毛球國際賽         | 國際系列賽 | 混合雙打 | 阿曼达·马德森          | 冠軍   |
| 2015年 | 西班牙羽毛球國際賽       | 國際挑戰賽 | 男子雙打 | 奥利弗·巴比克          | 亞軍   |
| 2015年 | 西班牙羽毛球國際賽       | 國際挑戰賽 | 混合雙打 | 阿曼达·马德森          | 準決賽 |
| 2015年 | 波蘭羽毛球國際賽         | 國際系列賽 | 男子雙打 | 尼克拉斯·诺尔          | 亞軍   |
| 2015年 | 波蘭羽毛球國際賽         | 國際系列賽 | 混合雙打 | 阿曼达·马德森          | 冠軍   |
| 2015年 | 意大利羽毛球國際賽       | 國際挑戰賽 | 男子雙打 | 尼克拉斯·诺尔          | 冠軍   |
| 2015年 | 土耳其梅爾辛羽毛球國際賽 | 國際挑戰賽 | 男子雙打 | 尼克拉斯·诺尔          | 冠軍   |
| 2016年 | 瑞典羽毛球大師賽         | 國際挑戰賽 | 男子雙打 | 尼克拉斯·诺尔          | 準決賽 |
| 2016年 | 芬蘭羽毛球公開賽         | 國際挑戰賽 | 男子雙打 | 尼克拉斯·诺尔          | 準決賽 |
| 2016年 | 西班牙羽毛球國際賽       | 國際挑戰賽 | 男子雙打 | 尼克拉斯·诺尔          | 準決賽 |
| 2016年 | 比利時羽毛球國際賽       | 國際挑戰賽 | 男子雙打 | 弗雷德里克·瑟高·莫滕森 | 準決賽 |
| 2016年 | 意大利羽毛球國際賽       | 國際挑戰賽 | 男子雙打 | 弗雷德里克·瑟高        | 準決賽 |
| 2017年 | 希臘羽毛球公開賽         | 國際系列賽 | 男子雙打 | 尼克拉斯·诺尔          | 冠軍   |
| 2017年 | 比利時羽毛球國際賽       | 國際挑戰賽 | 男子雙打 | 尼克拉斯·诺尔          | 準決賽 |
| 2018年 | 奧爾良羽毛球大師賽       | 超級100賽  | 男子雙打 | 尼克拉斯·诺尔          | 準決賽 |
| 2019年 | 瑞典羽毛球公開賽         | 國際系列賽 | 男子雙打 | 弗雷德里克·科尔贝尔    | 準決賽 |

| 2007-2017年 | 首要超級賽 | 超級賽 | 黃金大獎賽 | 大獎賽 | 國際挑戰賽 | 國際系列賽 | 未來系列賽 | 其他 |

| 2018-2026年 | 總決賽 | 超級1000賽 | 超級750賽 | 超級500賽 | 超級300賽 | 超級100賽 | 國際挑戰賽 | 國際系列賽 | 未來系列賽 | 其他 |